# شركة النفط العمانية للمصافي والصناعات البترولية
 تأسست شركة مصفاة عمان كشركة ذات مسؤولية محدودة في عام 1982، وتم تكليف شركة تكرير النفط العمانية بطاقة تكرير تبلغ 50,000 برميل لكل يوم (7,900 م3/ي) لتلبية الطلب الاستراتيجي العماني المحلي من المنتجات المكررة. أنتجت المصفاة 85,000 برميل لكل يوم (13,500 م3/ي) بعد التعديلات التي حدثت في عامي 1987 و 2001. رفع مشروع التجديد في عام 2007 قدرته إلى 106,000 برميل لكل يوم (16,900 م3/ي) . تم الانتهاء من الاندماج مع شركة مصفاة صحار في عام 2007. تسمى الشركة الجديدة المدمجة الشركة العمانية للمصافي والصناعات البترولية (ORPC).

## روابط خارجية
- الموقع الرسمي نسخة محفوظة 12 نوفمبر 2012 على موقع واي باك مشين.